# 03 (雑誌)
『03』 （ゼロサン ）はかつて新潮社が発行していたサブカル雑誌。正式名称は「TRANS-CULTURE MAGAZINE 03 TOKYO Calling」。
誌名の「03」はもちろん、東京の市外局番から。創刊号は1989年12月号。編集発行人は吉武力生、副編集長は小崎哲哉、アートディレクターは駿東宏。創刊時の特集は、ニューヨーク。表紙はスパイク・リーだった。
1989年の始めには昭和天皇が崩御、平成がスタート。同年11月にはベルリンの壁が崩れ、冷戦が終結した時代の転換期に生まれた雑誌。
本誌は創刊2号1990年1月号で中国返還前の香港を、2月号はロンドン、3月号でパリ、4月号では当時、激変したベルリンを取り上げた。5月号が京都、6月号はアジアの南の島、7月号では天安門事件から1年後の北京に焦点を当てた。創刊1周年の12月号では東京を特集した。
創刊2年、全24号をもって短命で休刊した。